# Montescardia
Montescardia is een geslacht van vlinders van de familie echte motten (Tineidae).

## Soorten
- M. fuscofasciella (Chambers, 1875)
- M. kurenzovi (Zagulajev, 1966)
- M. tessulatellus (Zeller, 1846)